# Gemeinde Tivat
Die Gemeinde Tivat (montenegrinisch Општина Тиват Opština Tivat) ist eine Gemeinde in Montenegro. Der Verwaltungssitz ist der Hauptort Tivat. Aufgrund ihrer Küstenlage ist sie touristisch geprägt.

## Geografie
Tivat befindet sich im zentralen Teil der Bucht von Kotor, südlich des Berges Vrmac. Die Gemeinde liegt größtenteils südlich der Stadt Tivat und hat einen Meereszugang im Süden. Sein zentraler Teil, wo sich der Flughafen Tivat befindet, liegt im fruchtbaren Grbalj-Tal. Der Flughafen befindet sich in der Nähe der Landenge der Halbinsel Luštica, die zum größten Teil zur Gemeinde Herceg Novi gehört.

## Bevölkerung
Die Stadt Tivat ist das administrative Zentrum der Gemeinde Tivat, die 14.031 Einwohner hat. Die Stadt Tivat selbst hat 9367 Einwohner. Die Gemeinde ist ethnisch gemischt. Laut der Volkszählung 2011 bestand die Bevölkerung aus: Montenegrinern (33,25 %), Serben (31,61 %) und Kroaten (16,42 %). Daneben gibt es weitere Ethnien und knapp ein Fünftel gab keine Ethnie an.
| Zensus    | 1948 1 | 1953 1 | 1961  | 1971  | 1981  | 1991   | 2003   | 2011   |
| --------- | ------ | ------ | ----- | ----- | ----- | ------ | ------ | ------ |
| Einwohner | 5.030  | 5.432  | 5.974 | 6.925 | 9.315 | 11.429 | 13.630 | 14.031 |

## Fotos

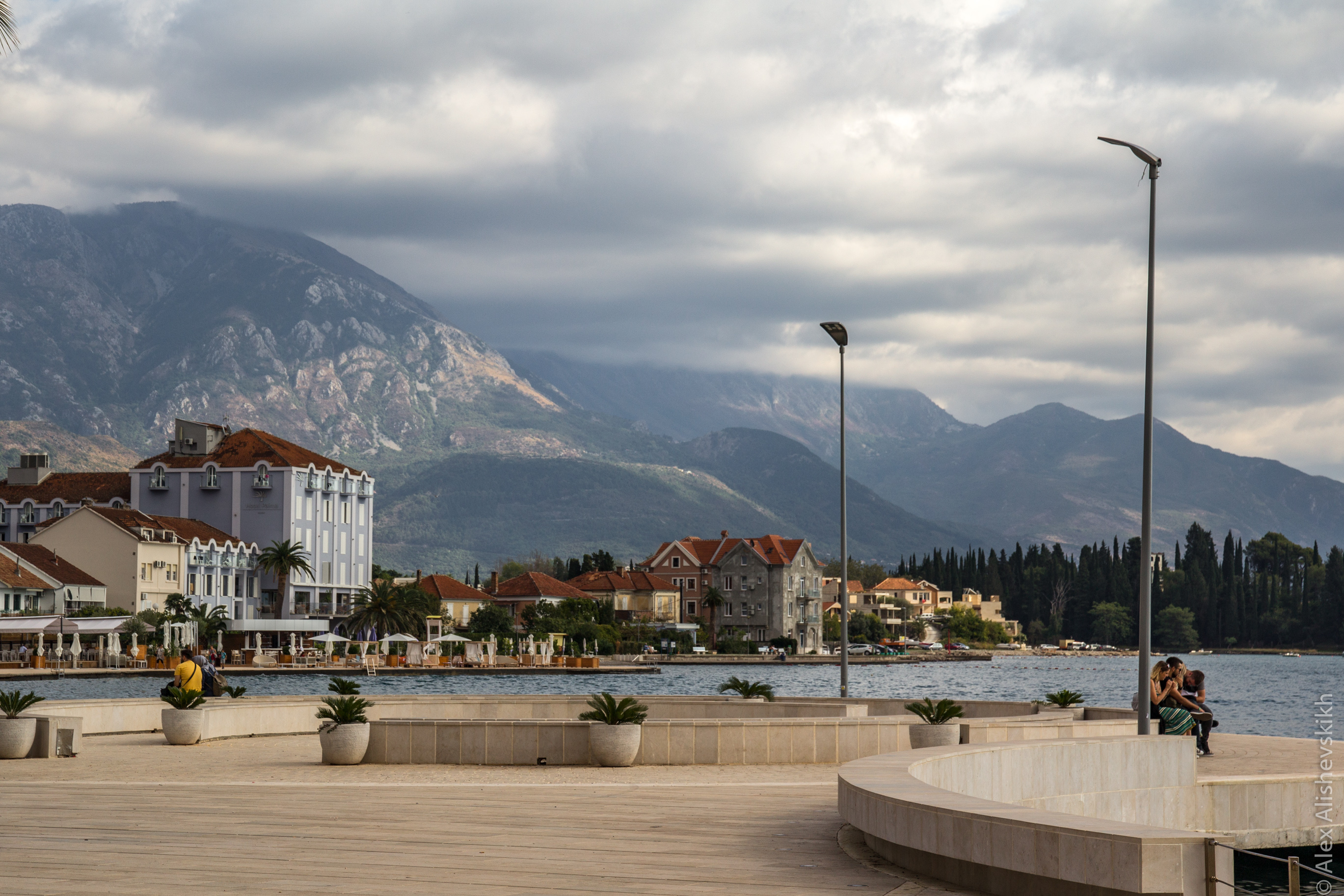
Tivat
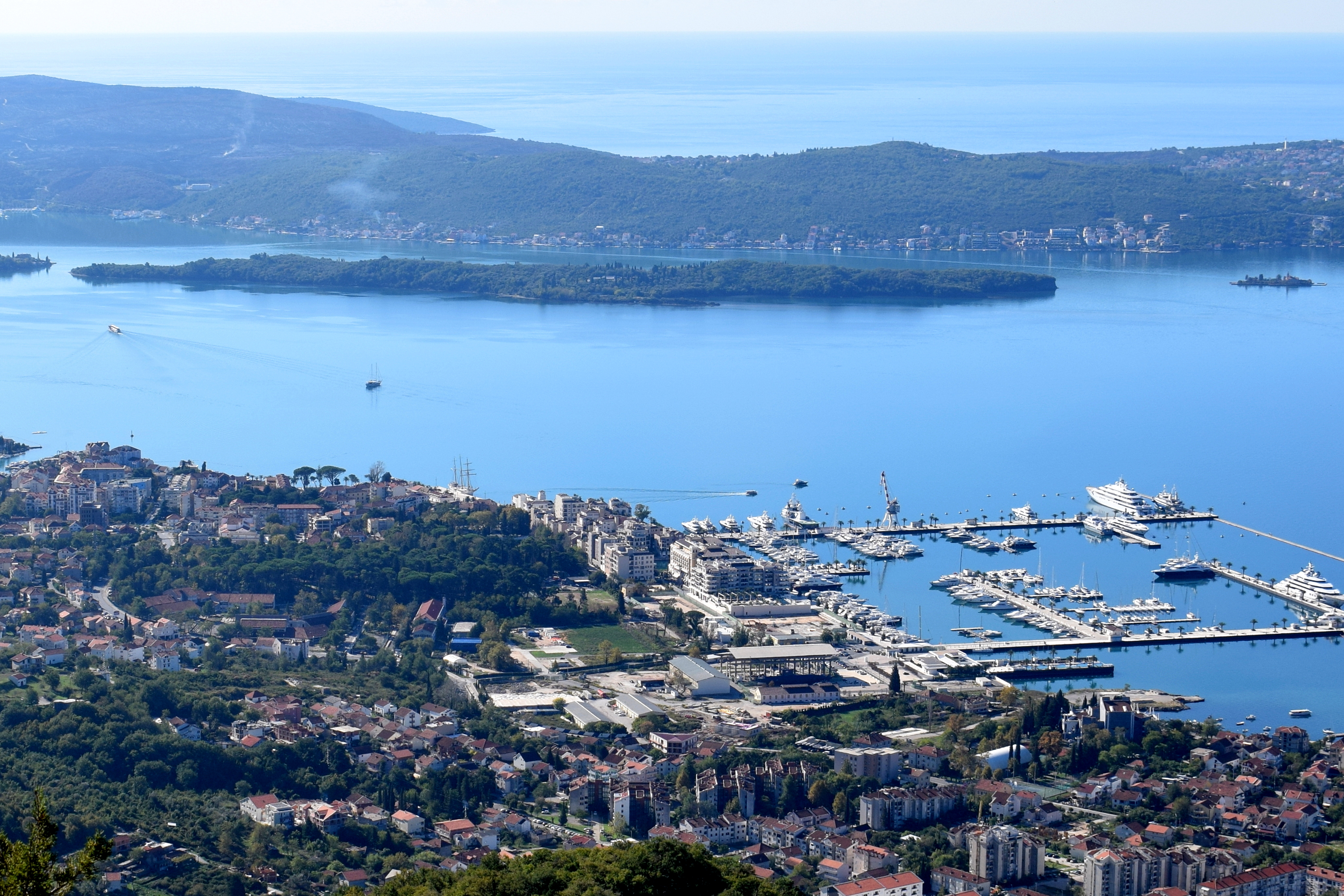
Insel
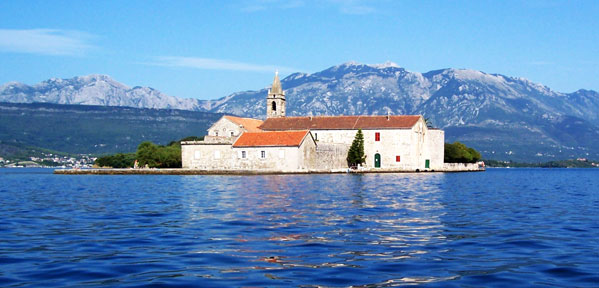
Kirche
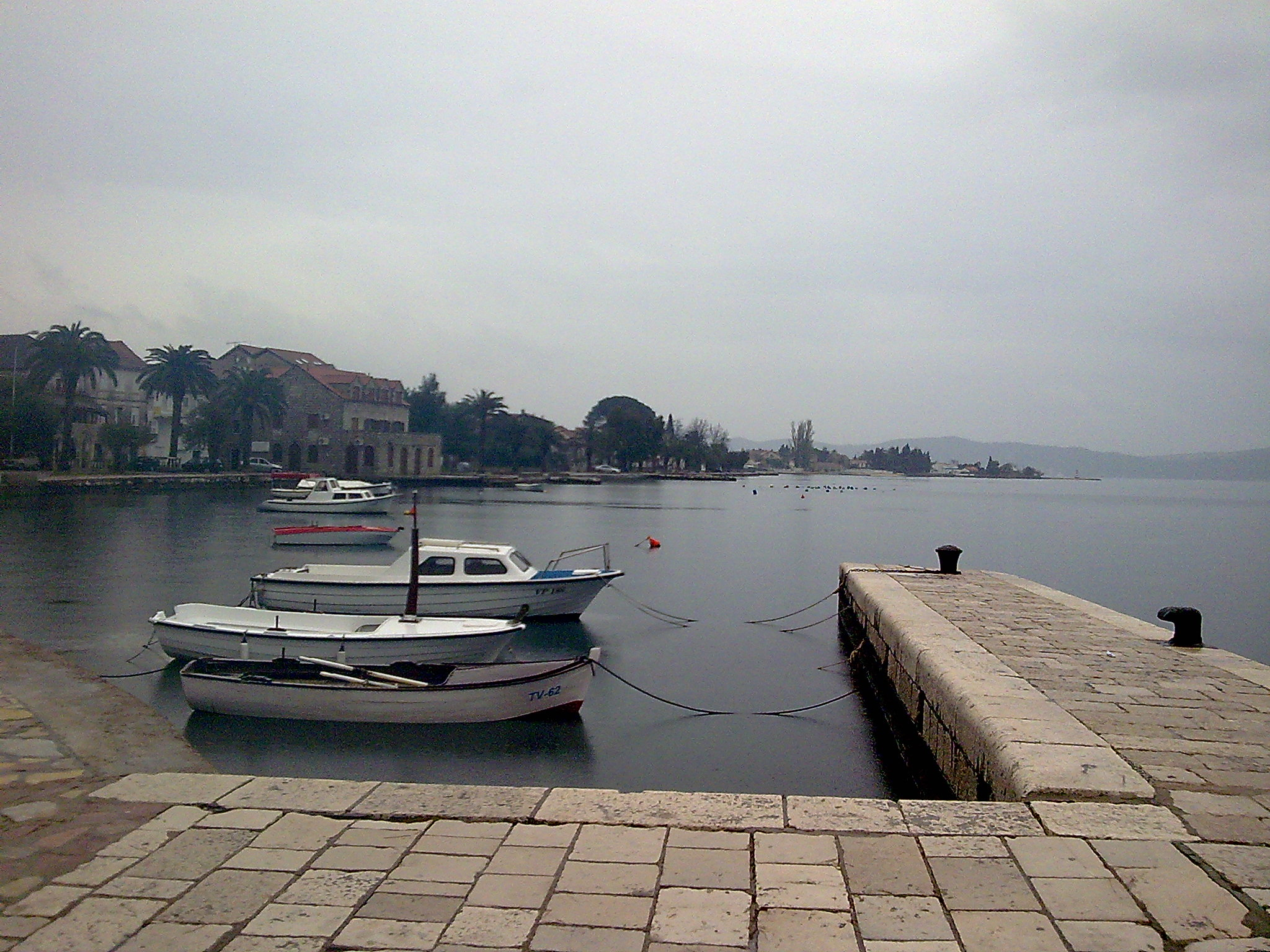
Donja Lastva
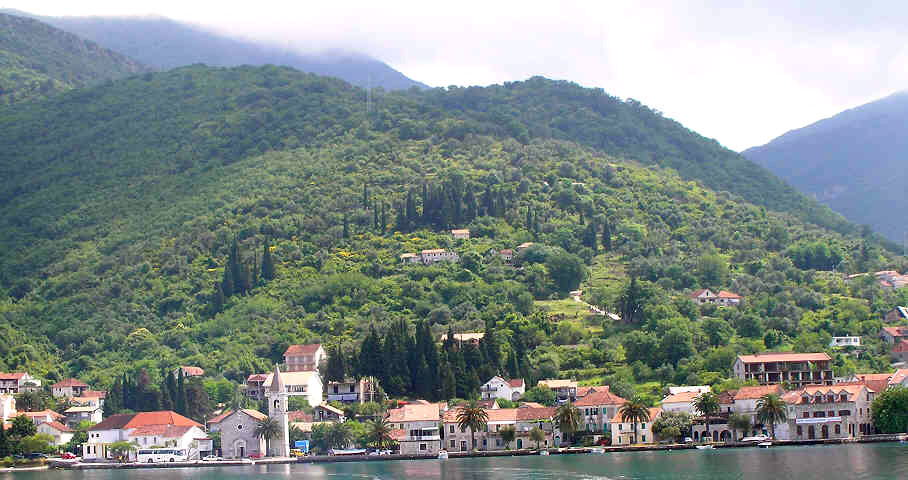
Landschaft
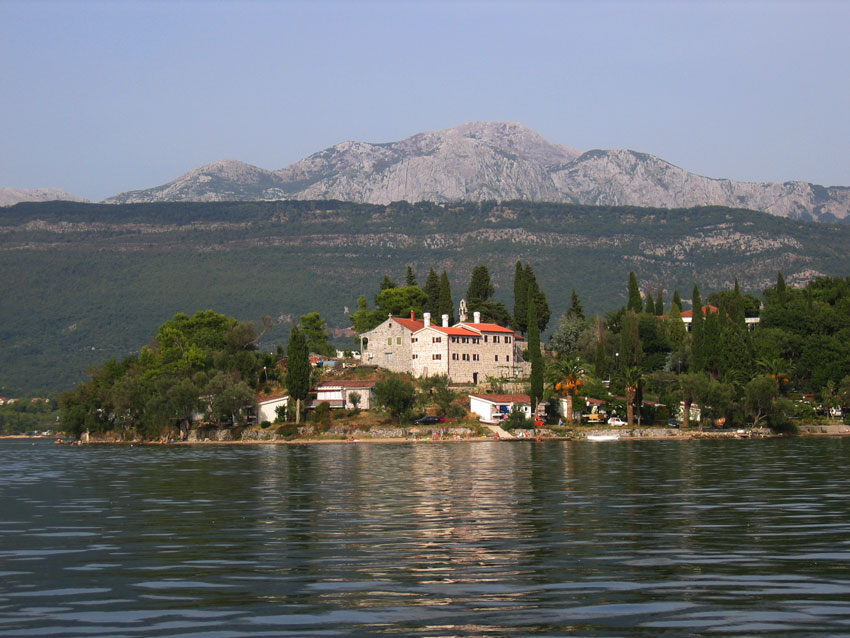
Landschaft
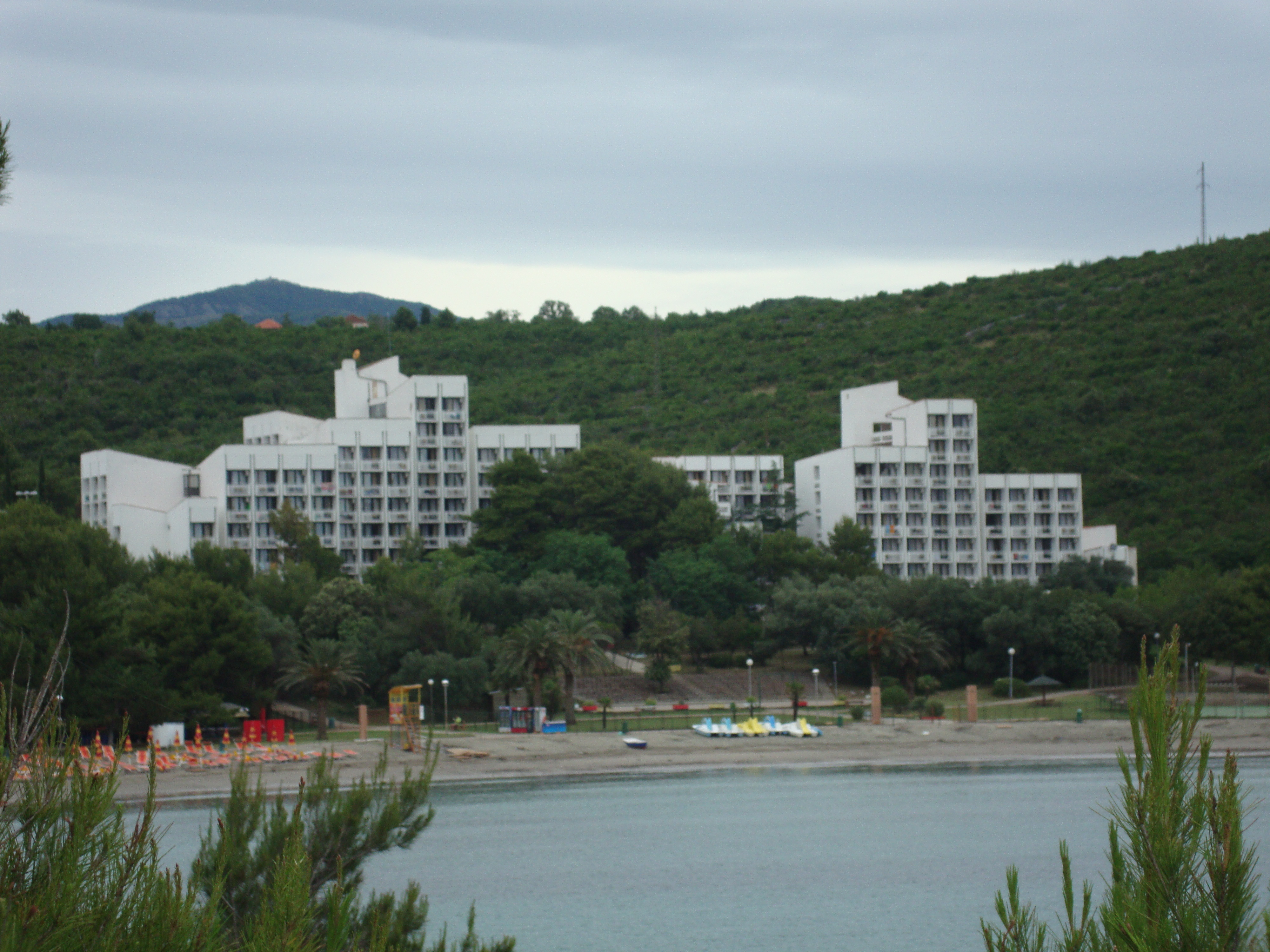
Strand
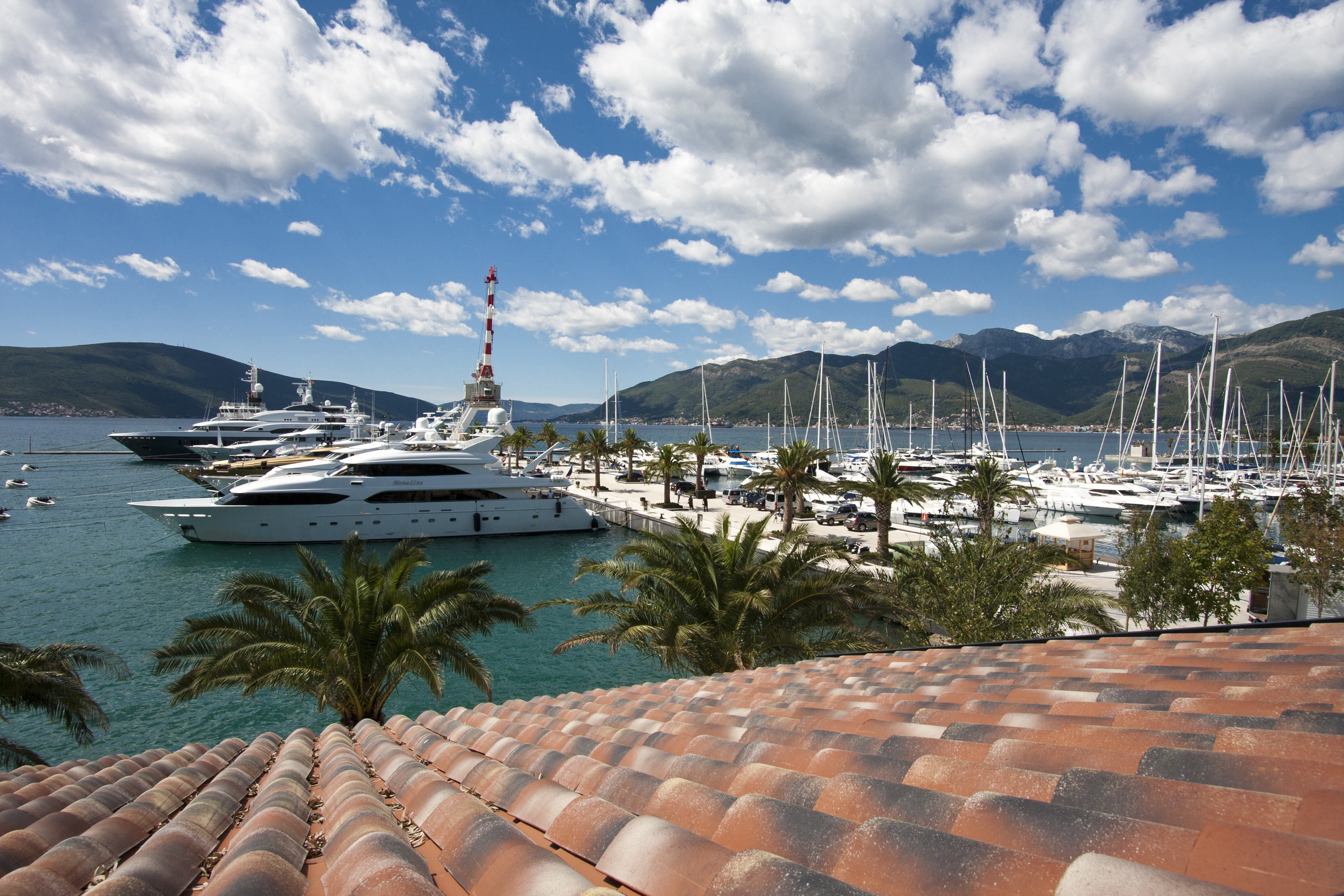
Porto Montenegro